# Anders Johan Malmgren
Anders Johan Malmgren, född 21 november 1834 i Kajana, död 14 april 1897 i Helsingfors, var en finländsk zoolog och ämbetsman. 
Malmgren blev student vid Helsingfors universitet 1854, magister primus 1860, filosofie doktor 1864, tillförordnad inspektör för fiskerierna 1865, extra ordinarie professor i zoologi vid Helsingfors universitet 1869, fiskeriinspektör 1877 och guvernör i Uleåborgs län 1889. 
Malmgren företog flera naturvetenskapliga forskningsresor, särskilt i nordliga trakter, till Vita havet (1856) samt till Spetsbergen och Finnmarken som deltagare i de tre första svenska expeditionerna (1861, 1864 och 1868). Hans viktigaste vetenskapliga arbeten berör de boreala trakternas fauna och flora; bland dessa kan nämnas Kritisk öfversigt af Finlands fiskfauna (1863), Anteckningar om Spetsbergens fågelfauna (1863–64), Iakttagelser och anteckningar till Finnmarkens och Spetsbergens däggdjursfauna (1865) och Bidrag till Finnmarkens fiskfauna (1867). Hans viktigaste verk – även de en frukt av hans nordiska forskningsresor – är hans arbeten över de Nordiska hafsannulaterna (1865) och Om Spetsbergens, Grönlands, Islands och Skandinaviska halföns hittills kända Annulata polychaeta (1867). 
Som fiskeriinspektör utövade Malmgren betydande verksamhet. Åren 1869–70 publicerade han samlingen Handlingar och förordningar angående Finlands fiskerier (fem häften; senare tillkom ett sjätte), och 1869 påbörjade han också utgivandet av "Tidskrift för fiskerinäring och agrikultur", som dock snart upphörde av brist på uppmuntran. För övrigt arbetade han ivrigt för bland annat fiskets förbättrande och fiskens, särskilt laxfiskens, fredande, för värdefulla fiskslags utplantering i de finländska vattnen och för grundläggande av fiskeriföreningar. Han anlitades ofta av regeringen vid särskilda kommittéer (bland annat skolkommittén 1879).